# Mãe Natureza

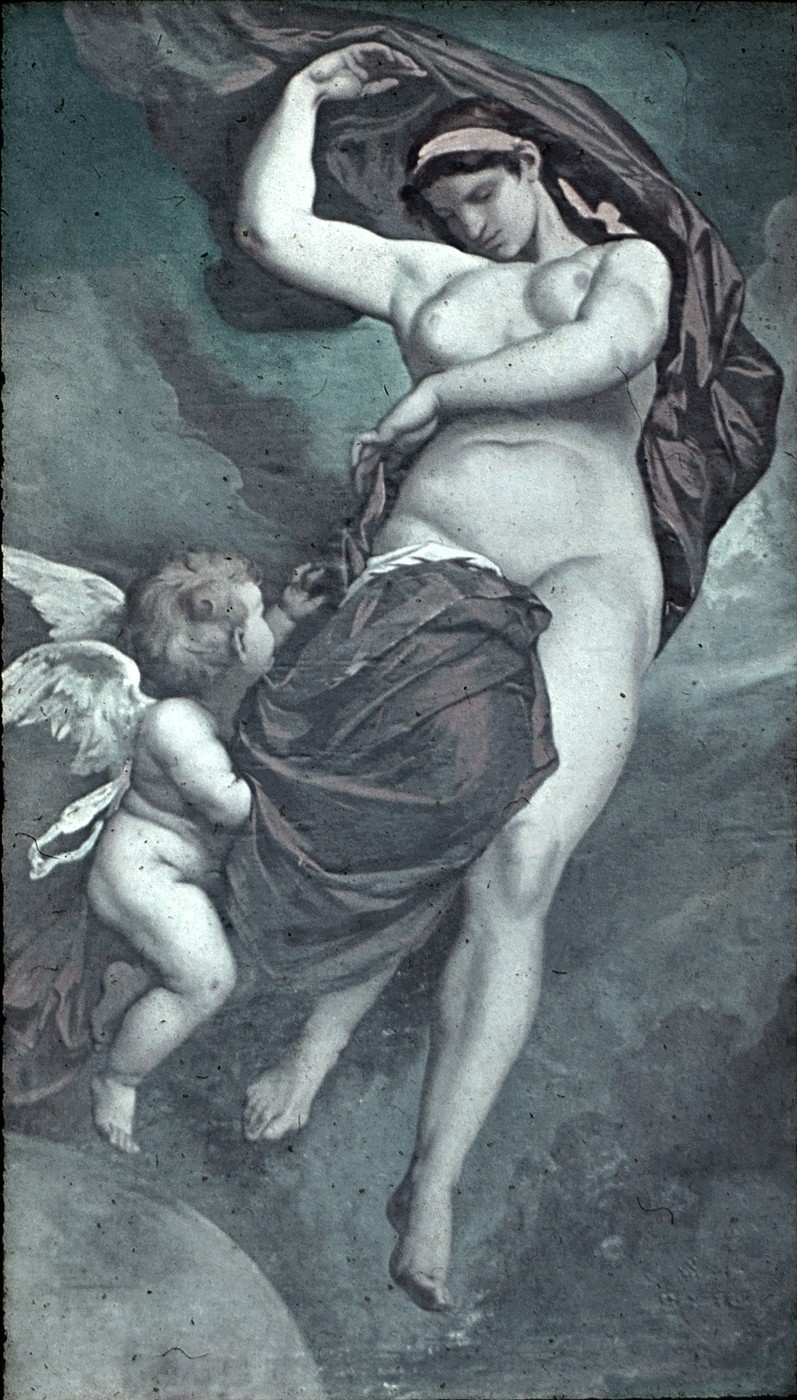
Gaia, a Mãe Terra

Mãe Natureza é uma representação da Natureza que trata da fertilidade, dos ciclos e do cultivo simbolizados na mãe. Imagens de uma mulher representativa da mãe terra, da mãe natureza, são atemporais.
Na pré-história, as deusas eram adoradas pela associação com a fertilidade, fecundidade e generosidade. Sacerdotisas dominavam determinados aspectos do Império Inca, Assíria, Babilônia, Roma, Grécia, Índia e religiões anteriores às religiões patriarcais.

## História
A palavra Natureza vem do latim natura significando nascimento. Em inglês, o primeiro registro de uso, no sentido de plenitude ou totalidade dos fenômenos do mundo, foi muito tardio e é datado de 1662; entretanto natura e a personificação da Mãe Natureza, foi extremamente popular na Idade Média e pode ter as raízes traçadas a partir da Grécia Antiga. Os filósofos pré-socráticos inventaram a natureza quando abstraíram a totalidade fenomênica do mundo em um único nome e trataram como um único objeto: physis.